# Vindasia virgata
Vindasia es un género monotípico de fanerógamas perteneciente a la familia Acanthaceae. El género tiene una especie de plantas herbáceas: Vindasia virgata que es originaria de Madagascar.

## Taxonomía
Vindasia virgata fue descrita por Raymond Benoist y publicado en Bulletin de la Société Botanique de France 109: 133. 1962.